# Fernand de La Tombelle
Antoine Louis Joseph Gueyrand Fernand Fouant de La Tombelle, né à Paris, rue de Tivoli, le 3 août 1854 et mort au château de Fayrac en Dordogne le 13 août 1928, est un compositeur et organiste français.

## Biographie
Fernand de La Tombelle est initié à la musique par sa mère, Louise Gueyraud, une brillante élève de Liszt et Thalberg. En 1872, décidant de se consacrer à la musique, il prend des cours particuliers de piano, d’orgue et d’harmonie avec Alexandre Guilmant. Admis au Conservatoire de Paris, il fait ses classes d’écriture (harmonie, contrepoint, fugue, composition) sous la direction de Théodore Dubois.
Le 12 juillet 1880, à Paris, il épouse Henriette Delacoux de Marivault, écrivain (sous le pseudonyme de Camille Bruno), dont il aura deux enfants, Henry et Denise. Elle écrit des poèmes mis en musique par son époux ou par Jules Massenet, qu'elle interprète d'ailleurs puisqu'elle possède une belle voix.
La Fantaisie pour piano et orchestre (1888) et son Quatuor en mi mineur (1894) lui valent à deux reprises la médaille d’or du grand prix Pleyel. Comme organiste, il s’associe avec Guilmant pour les récitals du Trocadéro en 1878. Jamais titularisé, il est l’assistant et le remplaçant de Théodore Dubois à l’orgue Cavaillé-Coll de l’église de la Madeleine, à Paris, de 1885 à 1898. De même, il supplée souvent Guilmant en tournée de récitals à son orgue de l'église de la Sainte-Trinité. Il donne fréquemment des récitals d’orgue dans toute la France.
Il participe à la fondation de la Schola Cantorum en 1894, avec Charles Bordes, Vincent d'Indy et Alexandre Guilmant, travaillant surtout sur les programmes et le répertoire pour l’orgue. Il y enseigne l’harmonie de 1896 à 1904. Il collabore aussi au Répertoire moderne de musique religieuse et signe des articles dans La Tribune de Saint-Gervais, la revue officielle de la Schola Cantorum.
En 1896, il est lauréat du prix Chartier de l'Académie des beaux-arts pour la qualité de sa production dans le domaine de la musique de chambre.
En plus de ses activités musicales, il s’intéresse activement à la poésie, au folklore, à la sculpture, à la photographie et à l’astronomie.
Il est enterré au cimetière du Montparnasse (division 3) à Paris. Une voie du 17e arrondissement de Paris, le square Fernand-de-la-Tombelle, porte son nom en son hommage.

## Œuvres

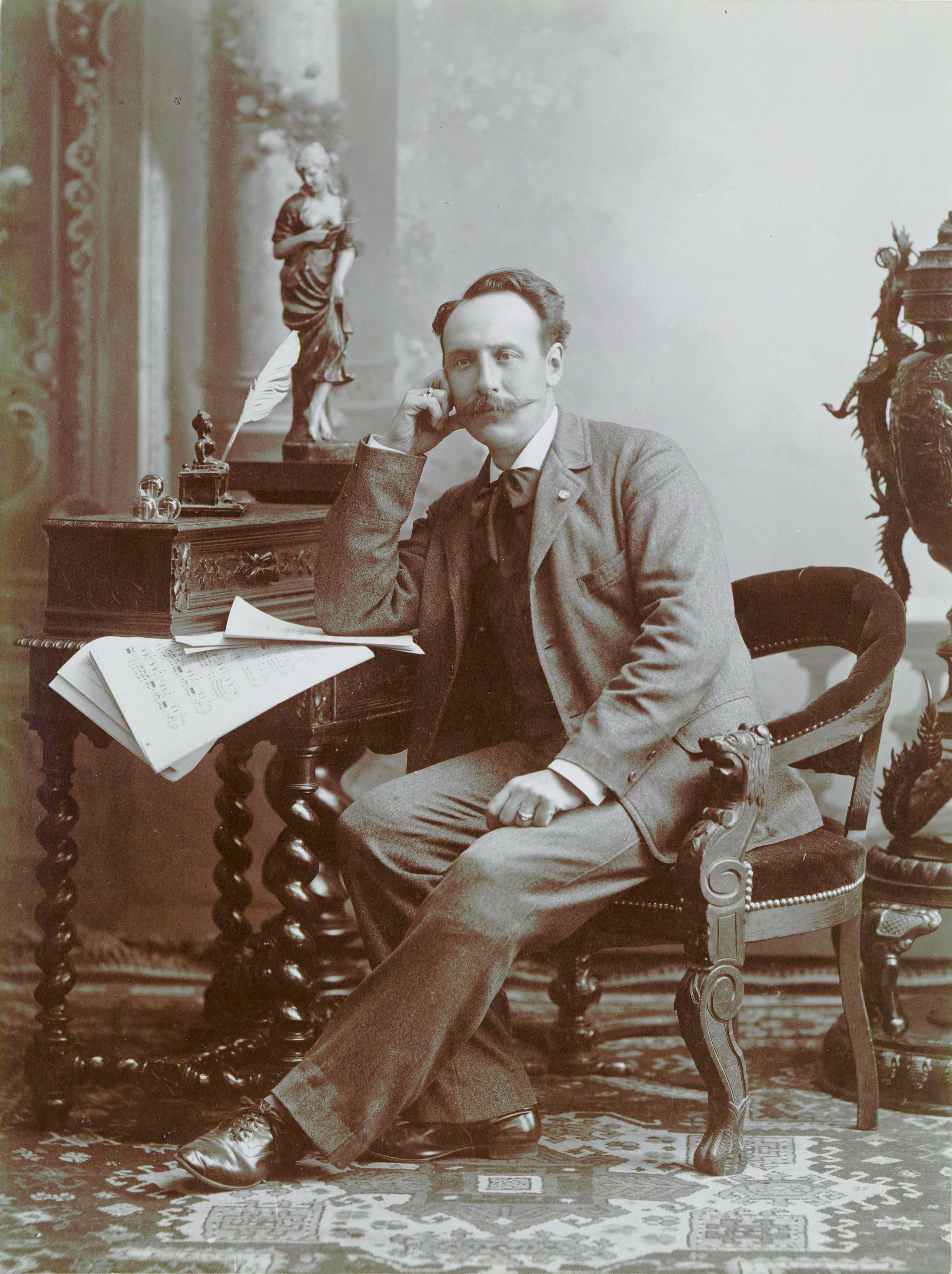
Fernand de La Tombelle en 1890.

Compositeur prolifique d’esthétique traditionnelle, La Tombelle a écrit dans tous les genres :

### Musiques vocales et profanes
- Recueil de mélodies : Chansons et rêveries et Mélodies de la Nature, dont Sonnet d'Estienne de La Boétie, Le cavalier mongol, Les papillons, sur des poèmes de Victor Hugo, Alphonse de Lamartine, Théophile Gautier, Leconte de Lisle[3].
- Chœurs profanes :
  - La Chasse pour soprano, alto, ténor, basse, et piano
  - Le Soleil de Minuit pour soprano solo, soprani, alti, ténors, barytons, basse
  - Les Épousailles pour soprano, alto, ténor, basse
  - Légende de la Glèbe, double chœur[3].
  - Le Furet
  - Vers la Lumière.
- Scènes chorales à quatre voix d'hommes sans accompagnement, pour ténors I & II, baryton, basse, Paris : Ricordi (1908).
  - Septembre
  - Nous n’irons plus au bois
  - Les Tambourinaires
  - Le Veilleur du Beffroy
  - La Fausse Enchanteresse
  - La Bonne Route

### Musique de scène
- Un bon numéro et Un rêve au pays du bleu (1892), operette
- Gargouillado l'infamo, opéra bouffe, signé "Fernando de La Tombellini", parodie d'opéra italien[3].

### Musique sacrée
- Oratorios :
  - Crux, trilogie sacrée, poème de l'abbé Lecygne, créée le 2 février 1922 au théâtre Saint-Denis à Montréal (Canada), avec Fabiola Poirier, soprano, Henri Prieur, ténor, Jean Riddez, baryton, Armand Gauthier, basse, avec l'Association des chanteurs de Montréal, dir. Jean Goulet[3].
  - Les sept Paroles du Christ,
  - L’Abbaye
  - Noël au village, suite pour solistes et chœur de voix d'hommes, avec accompagnement d'harmonium (ou orgue), dédié à l'abbé Louis Boyer, maître de chapelle à la cathédrale Saint-Front de Périgueux ; chez L.-J. Biton, Saint-Laurent-sur-Sèvre (Vendée) 1919, 40 pp. Onze mouvements : 1. Entrée ; 2. Cantique "Venez tous" (à une puis deux voix) ; 3. Interlude d'harmonium ; 4. Cantique "C'est aujourd'hui" (voix d'hommes à l'unisson puis trio) ; 5. Interlude d'harmonium ; 6. Cantique "La comète de Noël" (petit chœur d'enfants) ; Offertoire : 7. Cantique en français "Dans les cieux règne l'allégresse" (pour deux voix égales) ; 8. Motet en lat. "Lætentur cœli" (pour deux voix égales) ; 9. Rapsodie sur des Noël (communion) ; 10. Trois grands rois (chœur général) ; 11. Sortie.
- Messes : Messe de Noël pour chœur et orgue, Messe brève, Messe en l'honneur de St-Pierre pour chœur et orgue (orchestre ad libitum)
- Motets : Sancta Maria succurre miseris, Benedicta es tu, Tantum ergo, Adoro te devote
  - Ave verum, motet à 3 voix mixtes, Paris: Schola Cantorum, v. 1911.
- Cantates : Sainte-Cécile, Sainte-Anne, Jérusalem, Jeanne d’Arc
- Ode à Jeanne d’Arc pour soprano, alto, ténor, basse
- Cantiques : 2 Cantiques à la Très Sainte Vierge pour chant et orgue : I. La Couronne fleurie II. Chrétiens, Chrétiennes, à genoux !

### Musique de chambre
- Pièces pour piano seul
- Prélude et Fugue en la mineur pour deux pianos, Paris : Durand, vers 1887
- Prélude pour un conte de fées, pour piano à 4 mains
- Suite pour trois Violoncelles, Paris : Senart, 1921.
- Berceuse pour violon et piano, Paris : Richault, v. 1895.
- Trio pour piano, violon et violoncelle, op. 35 (1894)
- Quatuor en mi mineur (1894) : médaille d'or du Prix Pleyel
- Sonate pour piano et violon en ré mineur op. 40, Paris : Costallat, vers 1898.

### Orchestre
- Musique de scène : L’apothéose de la cité, La Magdaléenne, La Muse fleurie, La Roche aux fées, Un Rêve au pays du bleu, Yannick
- Suites: Impressions naturelles, Livres d’images, Suite féodale, Tableaux musicaux
- Poème symphonique : Antar
- Menuet Gay, aussi pour piano solo, piano et violon.
- Fantaisie pour piano et orchestre en fa mineur op. 26 (1887) : médaille d'or du Prix Pleyel en 1888.
- Ego sum resurrectio et vita - Paraphrase pour orgue (avec orchestre ad lib.), op. 34, Paris : Richault, 1894.

### Harmonium
- Méthode d’harmonium
- Méditation en ré mineur (dans J. Joubert, Les Maîtres Contemporains de l’Orgue, vol. 1, Paris, 1912)
- Toccata en fa mineur (dans J. Joubert, Les Maîtres Contemporains de l’Orgue, vol. 1, Paris, 1912)
- Cinquante Pièces d'Harmonium, Saint-Laurent-sur-Sèvre (Vendée) : L.-J. Biton
- In Pace (à la mémoire d'Alexandre Guilmant) (dans la Tribune de Saint-Gervais, XVIIe année, Numéro spécial)

### Orgue
- Offertoire pour Pâques, Pastorale-Offertoire et Six versets pour orgue, Paris : Durand, v. 1883
- Marche Nuptiale en mi majeur, Paris : Choudens, s.d.
- Les Vêpres du commun des Saints : VIIe série, Vêpres d'un Confesseur Pontife - 8 antiennes pour orgue, Paris : Schola Cantorum, s.d.
- Symphonie pascale pour orgue (Entrée épiscopale – Offertoire – Sortie)
- Pièces d’orgue op. 23, en 6 livraisons, Paris : Richault, 1888 à 1891
  - 1re Livraison : Prélude – Écho – Méditation
  - 2e Livraison : Magnificat en Sol - Marche de procession
  - 3e Livraison : Allegretto cantando – Carillon
  - 4e Livraison : Sonate en mi mineur : Allegro – Andante (Offertoire) – Final ou Toccata (Sortie)
  - 5e Livraison : Prélude et Fugue sur le Prose de l'Ascension (Solemnis hæc festivitas) - Canzonetta
  - 6e Livraison : 2 Fantaisies sur des Noëls anciens - Marche pontificale
- Deuxième série de Pièces d’Orgue op. 33,  en six livraisons, Paris : Richault, v. 1891.
  - 1re Livraison : Fantaisie de concert (Expressément composée pour [l'inauguration de] l'orgue de l'Auditorium, à Chicago), 1889.
  - 2e Livraison : Sonate no 2 en fa dièse mineur (Allegro – Andante - Final-Toccata en fa dièse majeur)
  - 3e Livraison : Variations sur un choral - Andantino
  - 4e Livraison : Pastorale - Marche nuptiale
  - 5e Livraison : 2 Poèmes symphoniques: No 1. La Nativité - No 2. Le Vendredi-Saint – Épithalame
  - 6e Livraison :  Élégie - Marche solennelle
- Troisième série de Pièces d’Orgue, No 1. Rapsodie Béarnaise, Paris : Costallat, 1900.
- Interludes dans la Tonalité Grégorienne et Harmonisation des Versets pour la Messe « Dominicis Infra Annum », Paris : Schola Cantorum, 1906.
- Fantaisie sur deux thèmes (profane et grégorien) : Chanson de Nougolhayro et Hymne de l'Avent, Paris : Schola Cantorum, 1907.
- Cantilène pour grand orgue - Vox angelorum (sans péd.), Saint-Laurent-sur-Sèvre (Vendée) : L.-J. Biton, 1911.
- Suite d’orgue sur des thèmes grégoriens : 1. Offertoire sur «Cibavit eos» – 2. Élévation sur «Oculi» (Graduel) – 3. Sortie sur «Lauda Sion», Saint-Laurent-sur-Sèvre (Vendée) : L.-J. Biton, 1911.
- Suite d’orgue sur des thèmes grégoriens empruntés à l’Office de Noël : 1. Prélude et Introït sur des thèmes extraits de l’Introït «Puer» – 2. Offertoire sur un thème de l’Offertoire de la messe du jour – 3. Élévation d’après un thème de la Communion de la messe du jour – 4. Communion sur un vieux noël – 5. Sortie sur le thème «Jesu Redemptor omnium» (Toccata dans le style ancien), Saint-Laurent-sur-Sèvre (Vendée) : L.-J. Biton, 1911.
- Suite d’orgue sur des thèmes grégoriens empruntés à l’Office de Pâques : 1. Prélude et Introït sur un thème de l’Introït – 2. Offertoire sur «Hæc dies» - 3. Élévation sur « Pascha nostrum » - 4. Communion sur un vieux Guillonéou, chant de Pâques, au temps antérieur à 1564 où l’année commençait le 1er avril – 5. Sortie sur l’Alleluia «Pascha nostrum», Saint-Laurent-sur-Sèvre (Vendée) : L.-J. Biton, 1911.
- Suite d’orgue sur des thèmes grégoriens empruntés à l’Office de la Pentecôte : 1. Prélude et Introït – 2. Offertoire – 3. Communion – 4. Sortie, Saint-Laurent-sur-Sèvre (Vendée) : L.-J. Biton, 1911.
- Andantino en mi bémol majeur (dans J. Joubert, Les Maîtres Contemporains de l’Orgue, vol. 7, Paris, 1914).
- Voces Belli : 1. Pro Patria - 2. Pro Defunctis - 3. Pro Vulneratis - 4. Pro Lacrymantibus - 5. Pro Deo (toccata), dans Les Voix de la douleur chrétienne, vol. 1, Bruxelles : A. Ledent-Malay, 1921.

## Publications
- Les Pâtés de Périgueux, 1909 ; Périgueux : P. Fanlac, 1990
- L’Oratorio et la Cantate, Paris, 1911
- Le château de Castelnaud, dans Bulletin de la Société historique et archéologique du Périgord, 1918, p. 204-217, 245-259, 294-307 (lire en ligne), avec des dessins d'Henri Laffillée.

## Iconographie
- Répétition des chœurs chez la baronne de La Tombelle, rue Newton, à Paris, le 11 mars 1887, tableau d'Horace de Callias, 2,00 X 1,40 m. Coll. Trésor de la cathédrale Saint-Front à Périgueux.

## Discographie
- Trio en la mineur, op. 35 ; Quatuor à cordes en mi majeur, op. 36, Andante espressivo, pour violoncelle et piano - Laurent Martin, piano ; Quatuor Satie (mars 2011, Ligia) (OCLC 894939571)
- Sonate pour piano et violon, Sonate pour violoncelle et piano, pièces diverses - Detroit Chamber Ensemble, collection du Festival international Albert-Roussel (2012, Azur Classica AZC 102) (OCLC 829971895) — premier enregistrement mondial
- Mélodies [23] - Tassis Christoyannis, baryton ; Jeff Cohen, piano (16-17 janvier 2017, SACD Aparté) (OCLC 993048974)